# مالنا (خواننده ارمنی)
آرپینه مارتویان (ارمنی: Արփինե Մարտոյան زاده ۱۰ ژانویهٔ ۲۰۰۷) که با نام هنری مالنا Maléna (Armenian: Մալենա), یا Maléna Fox شناخته می‌شود خواننده، ترانه‌سرا اهل ارمنستان است. وی از سال ۲۰۱۸ میلادی تاکنون مشغول فعالیت بوده‌است. مالنا، نماینده ارمنستان در مسابقه ” ترانه‌های جوانی یوروویژن ۲۰۲۱″ می‌باشد و در صحنه مسابقه آواز ترانه «کامی کامی» به معنی باد باد را اجرا کرد این ترانه ۲۲۴ امتیاز را از رقابتی که در ۱۹ دسامبر ۲۰۲۱ در پاریس فرانسه برگزار شد کسب نمود.